# 望將大橋
望將大橋是中華民國澎湖縣規劃中之橋梁，連接望安鄉的望安島和將軍澳嶼。主橋長440公尺，加上兩端引道總長1,753公尺，為懸臂式設計。
1995年12月16日中華民國行政院將望將大橋核定列入「澎湖生活圈道路系統建設計畫」內執行，台灣省公路局於1997年委託規劃設計，由朝國營造廠得標，並於2002年11月10日開工興建。但是礙於技術難度、建材物料上漲等因素，工程進行至38%進度時包商便棄標停工，再次招標作業後仍陸續流標7次。2008年8月15日做出停工結案的決定。